# Pink Tape
Pink Tape(핑크 테이프)는 대한민국의 음악 그룹 f(x)의 두 번째 정규 앨범이다. 2013년 7월 29일 SM 엔터테인먼트를 통해 발매되었다. 타이틀곡은 "첫 사랑니(Rum Pum Pum Pum)"이다.
Pink Tape은 많은 평론가들로부터 긍정적인 평가를 받았다. 앨범은 가온 앨범 차트에서 1위를 했으며, "첫 사랑니(Rum Pum Pum Pum)" 역시 디지털 차트, 다운로드 차트에서 1위를 했다. 이 외에 "미행 (그림자: Shadow)", "Goodbye Summer", "Airplane" 등 수록곡들이 차트에 진입했다. Pink Tape는 2013년 동안 한국에서 81,825만 장을 팔아 연간 가온 앨범 차트 22위에 올랐다.

## 발매 과정
에프엑스는 앨범 발매 전 2013년 7월 17일 아트필름을 공개하고 이후 크리스탈을 비롯한 멤버들의 이미지도 순차적으로 공개했다. 7월 22일 타이틀곡 첫 사랑니(Rum Pum Pum Pum)의 뮤직비디오 티저를, 23일에는 2집 하이라이트 메들리를 공개했다.
이전과는 달리, 퍼포먼스에 대한 호평을 앨범 수록곡에 대한 기대감으로 증폭시킨다는 전략 하에 앨범 발매에 앞서 2013년 7월 25일 SBS 파워FM 두시탈출 컬투쇼 보이는 라디오에서 '첫 사랑니'와 '미행'을 공개하고 같은 날 엠카운트다운에서 처음으로 무대를 선보였다. 4일 뒤 2013년 7월 29일 11시에 네이버 뮤직을 통해 'f(x) 스포일러 : PLAY! PINK TAPE'를 생방송으로 진행하여 앨범을 소개하고, 같은 날 앨범을 정식 발매했다.

## 평가
| 전문가 평가 | 전문가 평가 |
| 평가 점수   | 평가 점수   |
| 출처        | 점수        |
| ----------- | ----------- |
| 이즘        | [ 3 ]       |
| 웨이브      | (최지선)    |
| 웨이브      | (최민우)    |

《웨이브》의 최민우는 "일급 댄스 팝 음반. 이런 종류의 음악에서 기대하고 느낄 법한 쾌락을 거의 모두 만족시킨다. 올해 이 정도의 ‘K-POP 레코드’가 나오기는 어렵지 않을까"라고 코멘트를 달며 10점 만점에 8점을 줬다. 또한 최지선은 "복잡다단한 일렉트로닉 사운드, 소녀를 겨냥하는 재기발랄한 가사, 말하는 듯한 가창 등 "에프엑스 월드"는 여전하다. 중반부 이후부터 밀도가 떨어진다는 점은 아쉽다"며 10점 만점에 6점을 줬다. 《이즘》의 김도헌은 "Pink Tape는 이제까지의 에프엑스 중에서 가장 안정적이다. 발전한 음악적 완성도와 더불어 전작들에 비해 쉬워진 가사 또한 환영할만한 요소다"라며 긍정적인 평가를 했다. 《뉴시스》의 이재훈은 실험이 드디어 대중과의 접점을 찾았다며 "전체적으로 대중에 한 발 더 가까워진 앨범이다. f(x), 정확히 말하면 SM의 실험이 정점에 올랐고, 음원차트의 선전이 이를 증명한다. 아니면, 대중이 이제 실험을 받아들일 때가 됐거나."라고 리뷰했다. 《오마이뉴스》의 박종원은 "비트의 질감보다는 섬세하고 세밀한 데코레이션에 공을 많이 들인 느낌이다. 결론적으로 특별한 문제점을 발견하기 힘들 만큼 섬세하게 다듬어진 작품이다."라고 리뷰했다.

## 차트 성적
Pink Tape는 가온 앨범 차트 1위에 올랐으며, 뿐만 아니라 "첫 사랑니 (Rum Pum Pum Pum)"로 디지털 차트, 다운로드 차트에서도 1위를 했다. 가온 7월 음반 월간 차트에서는 7월 마지막 주에 발매되었음에도 불구하고 53,990만 장을 팔아 4위를 했다. Pink Tape는 81,825만 장을 팔아 2013년 가온 연간 앨범 차트 28위에 올랐다.
일본 오리콘 주간 앨범 차트에서도 3654장을 팔아 30위에 올랐다.

## 수록곡
| #            | 제목                                                             | 작사              | 작곡 | 기타                         | 재생 시간 |
| ------------ | ---------------------------------------------------------------- | ----------------- | --- | ---------------------------- | --------- |
| 1.           | 〈첫 사랑니 (Rum Pum Pum Pum)〉                                  | 전간디            | Erik Lewander, Sten Iggy Strange Dahl, Ylva Anna Birgitta Dimberg, Anne Judith Wik (Erik Lewander, Sten Iggy Strange Dahl, Ylva Anna Birgitta Dimberg, Anne Judith Wik, 정동윤 편곡) | 원곡명: Cookie Jar           | 3:17      |
| 2.           | 〈미행〉 (그림자 : Shadow)                                       | 전간디            | Sophie Michell Ellis-Bextor, Cathy Dennis, Rob Fusari | 원곡명: Ridiculous           | 3:30      |
| 3.           | 〈Pretty Girl〉                                                  | Misfit            | 신혁, DK, 2xxx!, John Major, Chel, Jasmine Kearse (신혁, Nahmik, John Major 편곡) | 원곡명: Pretty Girl          | 3:06      |
| 4.           | 〈Kick〉                                                         | 김부민            | 히치하이커 |                              | 3:38      |
| 5.           | 〈시그널〉 (Signal)                                              | 켄지              | 켄지 |                              | 3:20      |
| 6.           | 〈Step〉                                                         | 조윤경            | Artisans Music(Fingazz, Glen Choi), Aria Crescendo | 원곡명: Step                 | 3:35      |
| 7.           | 〈Goodbye Summer〉 (f(Amber+Luna+Krystal) (feat. D.O. of EXO-K)) | 김영후 (랩: 엠버) | 엠버, Gen Neo (of NoizeBank) (Gen Neo 편곡) | 원곡명: I Just Wanna         | 3:10      |
| 8.           | 〈Airplane〉                                                     | Misfit            | Martin Mulholland, Julia Fabrin, Tim Mcewan | 원곡명: Airplanes & Drugs    | 3:34      |
| 9.           | 〈Toy〉                                                          | 서지음            | Herbert St. Clair Crichlow, Anne Judith Wik, Erik Lidbom | 원곡명: Fever (Run The Slow) | 3:11      |
| 10.          | 〈여우 같은 내 친구〉 (No More)                                  | 다나              | Alex Cantrall, Jeff Hoeppner, Dwight Watson | 원곡명: Boyfriend Material   | 3:36      |
| 11.          | 〈Snapshot〉                                                     | Misfit            | Vincent Stein, Konstantin Scherer, Michelle Leonard | 원곡명: Snapshot             | 2:50      |
| 12.          | 〈Ending Page〉                                                  | 홍지유            | Artisans Music(Fingazz, Glen Choi), Brodie Stewart | 원곡명: Good Thing           | 3:57      |
| 총 재생 시간 | 총 재생 시간                                                     | 총 재생 시간      | 총 재생 시간 | 총 재생 시간                 | 40:50     |

## 차트
| 차트                             | 최고 순위 |
| -------------------------------- | --------- |
| 미국 월드 앨범 (빌보드)          | 1         |
| 미국 탑 히트시커스 앨범 (빌보드) | 21        |
| 일본 (오리콘)                    | 30        |
| 한국 (가온 앨범 차트)            | 1         |

| 차트                  | 최고 순위 |
| --------------------- | --------- |
| 한국 (가온 앨범 차트) | 4         |

| 차트                  | 최고 순위 |
| --------------------- | --------- |
| 한국 (가온 앨범 차트) | 28        |

| 노래                          | 최고 순위 | 최고 순위     |
| 노래                          | 가온 차트 | 빌보드 코리아 |
| ----------------------------- | --------- | ------------- |
| "첫 사랑니 (Rum Pum Pum Pum)" | 1         | 1             |
| "미행 (그림자: Shadow)"       | 6         | 30            |
| "Goodbye Summer"              | 7         | 26            |
| "Airplane"                    | 16        | 53            |
| "Signal"                      | 22        | 91            |
| "Step"                        | 25        | ―             |
| "여우 같은 내 친구 (No More)" | 28        | 85            |
| "Pretty Girl"                 | 30        | 93            |
| "Snapshot"                    | 34        | ―             |
| "Toy"                         | 35        | ―             |
| "Ending Page"                 | 40        | ―             |
| "Kick"                        | 42        | ―             |